# If You Had My Love
If You Had My Love (Kdybys měl mou lásku) je první píseň, která byla vydána americké zpěvačce Jennifer López z jejího debutového alba On the 6. Píseň vyšla v roce 1999 a stala se velmi populární, dokonce se probojovala na první místo americké singlové hitparády Billboard Hot 100 ve Velké Británii skončila těsně pod stupni vítězů.
Píseň je také známá díky svému voyeuristickému videoklipu, který byl v té době považován za průlomový. Videoklip režíroval Paul Hunter.

## Informace o písni
Píseň napsal Rodney Jerkins společně s Fredem Jenkinsem III, Corym Rooneym a LaShawn Danielsem. Píseň je o vztahu k muži, který touží po vztahu, nicméně než se dá dohromady s ženou, kterou chce ona si stanovuje podmínky vztahu, říká mu, že nebude tolerovat podvody a chce od něj absolutní věrnost, pokud to nedodrží bude muset odejít.
Zpěvačka také v písni zjišťuje zda je jeho láska pravdivá a jestli nelže, když jí říká „Miláčku“. A právě kvůli těmto nejistotám se zpěvačka v písni ptá: „If you had my love, and I gave you all my trust, would you comfort me?“ (Kdybys měl mou lásku a já bych ti dala všechnu mou důvěru, mohl bys mě utěšit?)

## Videoklip
Videoklip začíná scénou, kde si muž zapíná svůj počítač a vyhledává, kde bude vystupovat Jennifer López, načež narazí na její stránky.
Klikne na ně a najednou se dostává do jakéhosi virtuálního světa, kde vidí Jennifer jak se plazí po zemi v jejím bytě, poté vidí jak se sprchuje v koupelně a další scény.
Mezitím je ukazováno čím dál víc mužských uživatelů jak si prohlížejí tyto stránky. Jennifer je přes internet svádí svými gesty i tancem. Což způsobí i to, že muži v zaujetí nad jejím sex appealem si nevšimnou, že jim hoří auto.
Videoklip končí scénou jak jeden z notebooků padá do vody.

## Umístění ve světě
| Hitparáda (1999)        | Nejvyšší umístění |
| ----------------------- | ----------------- |
| USA – Billboard Hot 100 | 1                 |
| Austrálie               | 1                 |
| Kanada                  | 1                 |
| Nizozemsko              | 1                 |
| Finsko                  | 1                 |
| Mexiko                  | 1                 |
| Nový Zéland             | 1                 |
| Světová hitparáda       | 1                 |
| Francie                 | 4                 |
| Velká Británie          | 4                 |
| Německo                 | 5                 |
| Švýcarsko               | 5                 |
| Norsko                  | 7                 |
| Irsko                   | 8                 |
| Švédsko                 | 9                 |
| Rakousko                | 13                |

| Prodejnost | Počet     |
| ---------- | --------- |
| Celkem     | 4 500 000 |

## Úryvek textu
If you had my love
And I gave you all my trust
Would you comfort me
And if somehow you knew that your love would be untrue
Would you lie to me
And call me baby